# Montbrun-Lauragais
Montbrun-Lauragais okzitanisch Montbrun de Lauragués ist eine französische Gemeinde mit 711 Einwohnern (Stand: 1. Januar 2022) im Département Haute-Garonne in der Region Okzitanien. Sie gehört zum Arrondissement Toulouse und zum Kanton Escalquens. Die Einwohner werden Montbrunois bzw. Brunimontains genannt.

## Geographie
Montbrun-Lauragais liegt etwa 17 Kilometer südlich von Toulouse in der Landschaft Lauragais. Umgeben wird Montbrun-Lauragais von den Nachbargemeinden Deyme im Norden, Donneville im Nordosten, Montgiscard im Osten, Pouze im Südosten und Süden, Issus im Süden, Espanès im Südwesten und Westen sowie Corronsac im Westen und Nordwesten.

## Bevölkerungsentwicklung
| Jahr                       | 1962 | 1968 | 1975 | 1982 | 1990 | 1999 | 2006 | 2017 |
| Einwohner                  | 201  | 190  | 201  | 253  | 360  | 485  | 541  | 611  |
| Quellen: Cassini und INSEE |      |      |      |      |      |      |      |      |

## Sport
Im Jahr 2025 soll die Tour de France auf der 11. Etappe durch die Gemeinde Montbrun-Lauragais führen. Auf der D24 soll mit der Côte de Montgiscard (282 m) eine Bergwertung der 4. Kategorie abgenommen werden. Insgesamt weist der Anstieg auf einer Länge von 1,6 Kilometern eine durchschnittliche Steigung von 5,3 % auf.

## Sehenswürdigkeiten
- Kirche Saint-Michel
- Schloss Montbrun
- Schloss Lanes
- Schloss Latomy
- Windmühle von 1680, Monument historique

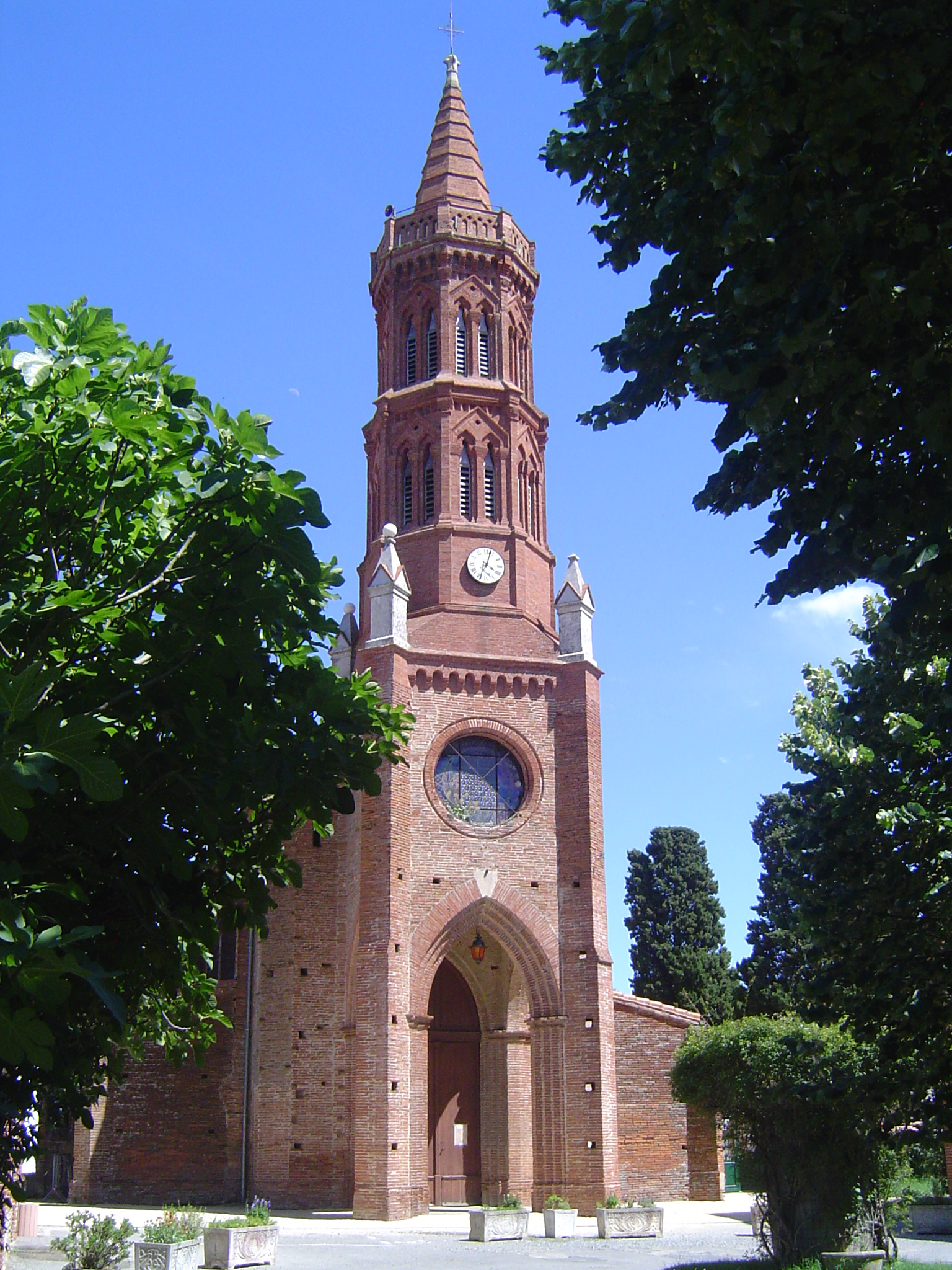
Kirche Saint-Michel
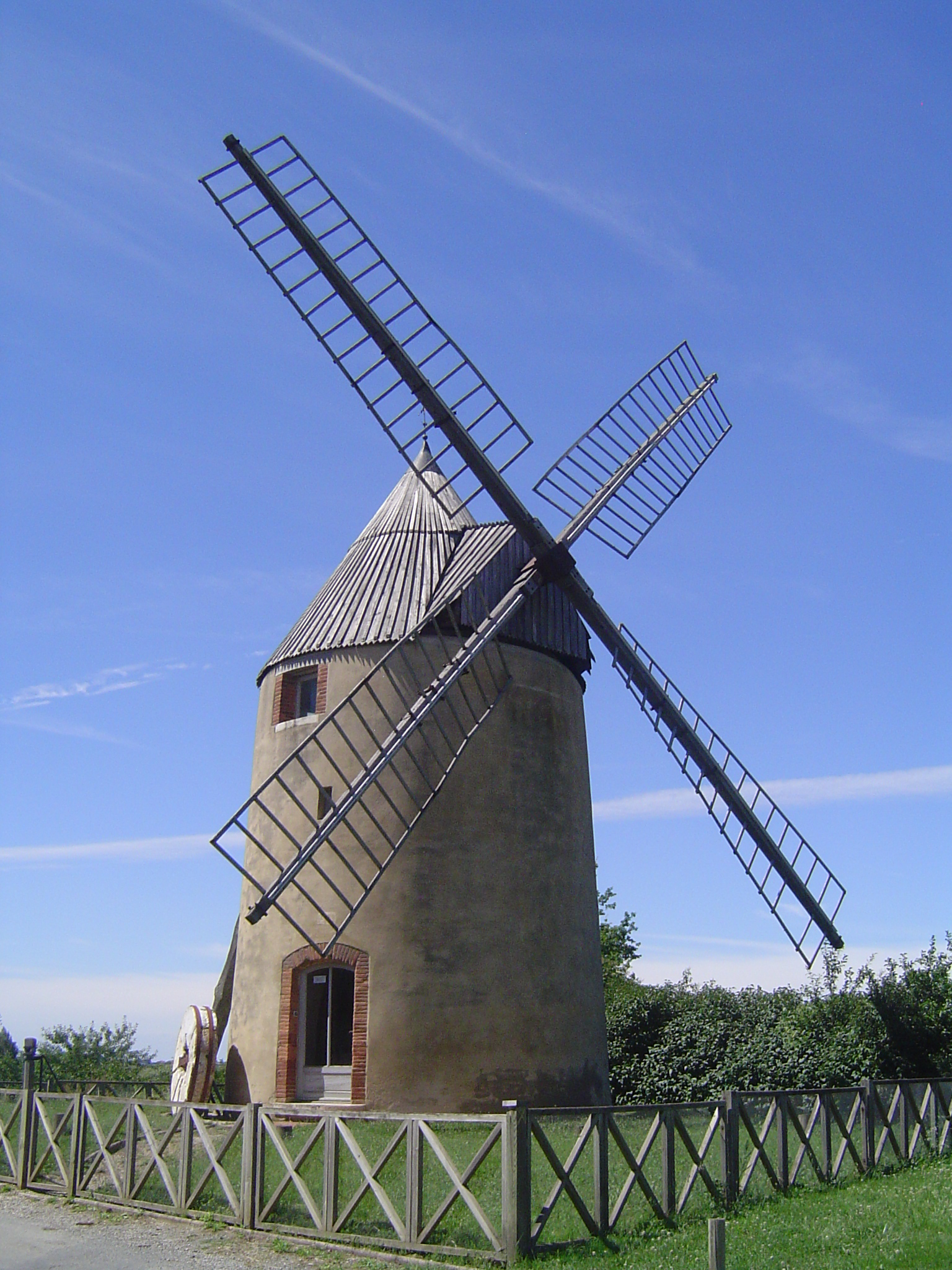
Windmühle